# Pothyne uniformis
Pothyne uniformis là một loài bọ cánh cứng trong họ Cerambycidae.